# Wolbeck
Wolbeck ist ein Stadtteil der Stadt Münster im Stadtbezirk Süd-Ost. Er liegt ländlich im Südosten der Stadt zwischen den Flüssen Werse und Angel.

## Geschichte
Erstmals urkundlich erwähnt wurde Wolbeck oder Walbeke im Jahre 1185. Der Name (auch als „Woltbecke“ erwähnt) bedeutet wörtlich Siedlung am Waldbach.
Durch Fürstbischof Everhard von Diest bekam Wolbeck erstmals Wigboldrechte verliehen. Das bedeutete für den Ort eine eingeschränkte Finanzhoheit, die Verleihung des Marktrechts, das Befestigungsrecht sowie eine eigene Gerichtsbarkeit.
Wolbeck war Schauplatz zahlreicher Hexenprozesse, man spricht deshalb heute noch von Hexenwolbeck.
Wolbeck war ab dem 13. Jahrhundert Sitz des Fürstbischofs, der seinen Sitz auf der Fürstbischöflichen Burg Wolbeck hatte. Diese wurde im Siebenjährigen Krieg von den französischen Truppen stark beschädigt. Viele Steine der ehemaligen Burg wurden später für den Bau des Schlosses zu Münster verwendet. Heute ist von den Überresten der fürstbischöflichen Landesburg nur noch ein abgedeckter Brunnen auf dem Grundstück des Bauern Tripp („Tripps Hügel“) zu sehen.
Während des Täuferreichs in den 1530er Jahren beherbergte Wolbeck das Hauptmagazin der Belagerungstruppen im Widerstand gegen die Täufer. Nach der Vertreibung der Täufer erbaute der bischöfliche Amtmann Dirk von Merveldt zusammen mit seiner Frau Drüke von Nagel den Drostenhof, einen Burgmannshof.
Im Zuge der Landgemeinde-Ordnung in der Provinz Westfalen 1843/44 entstand das Amt Wolbeck. Es umfasste neben seinen beiden Teilen Wigbold Wolbeck als Amtssitz und Kirchspiel Wolbeck die Gemeinden Albersloh, Alverskirchen, Angelmodde und Rinkerode.
Am 1. April 1957 wurden die bisherigen Gemeinden Wigbold Wolbeck und Kirchspiel Wolbeck zur neuen Gemeinde Wolbeck zusammengeschlossen.
In den 1960er Jahren war Wolbeck für kurze Zeit Kneippkurort.
Am 1. Januar 1975 wurde aus der bis dahin eigenständigen Gemeinde im Zuge der Gebietsreform ein Stadtteil der Stadt Münster. Das Amt Wolbeck wurde aufgelöst, die übrigen Gemeinden fielen an den Kreis Warendorf (Albersloh, Alverskirchen und Rinkerode) und Münster (Angelmodde). Wolbeck hat rund 9600 Einwohner (Stand 31. Dezember 2018).

## Statistik
Strukturdaten der Bevölkerung in Wolbeck am 31. Dezember 2020:
- Bevölkerungsanteil der unter 20-Jährigen: 21,1 % (Münsteraner Durchschnitt: 17,4 %)[5]
- Bevölkerungsanteil der mindestens 60-Jährigen: 30,1 % (Münsteraner Durchschnitt 23,5 %)[6]
- Ausländeranteil: 8,4 % (Münsteraner Durchschnitt: 10,9 %)[7]

## Wappen
Blasonierung: „In Silber (Weiß) über einem gewellten blauen Schildfuß ein grüner Baum mit zwei schwarzen Vögeln in den oberen Zweigen, begleitet von zwei kleinen grünen Bäumen.“
Das ursprüngliche Wolbecker Wappen aus dem 13. Jahrhundert zeigte drei Vögel auf einem Baum über einem Hügel. Das seit 1952 offizielle Wappen trägt nur noch zwei Vögel, der Hügel wurde durch einen Fluss ersetzt.

## Kultur

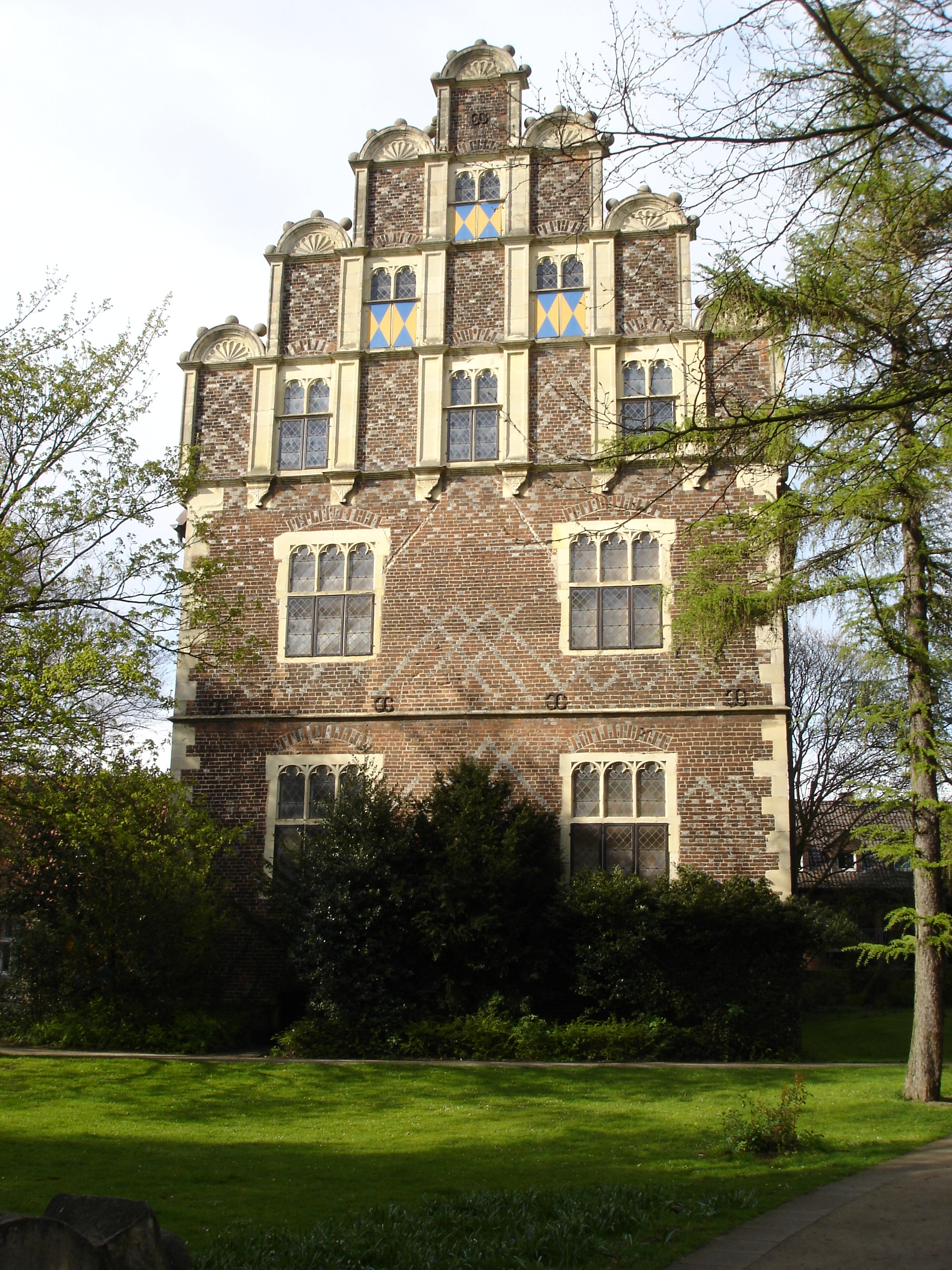
Drostenhof in Wolbeck

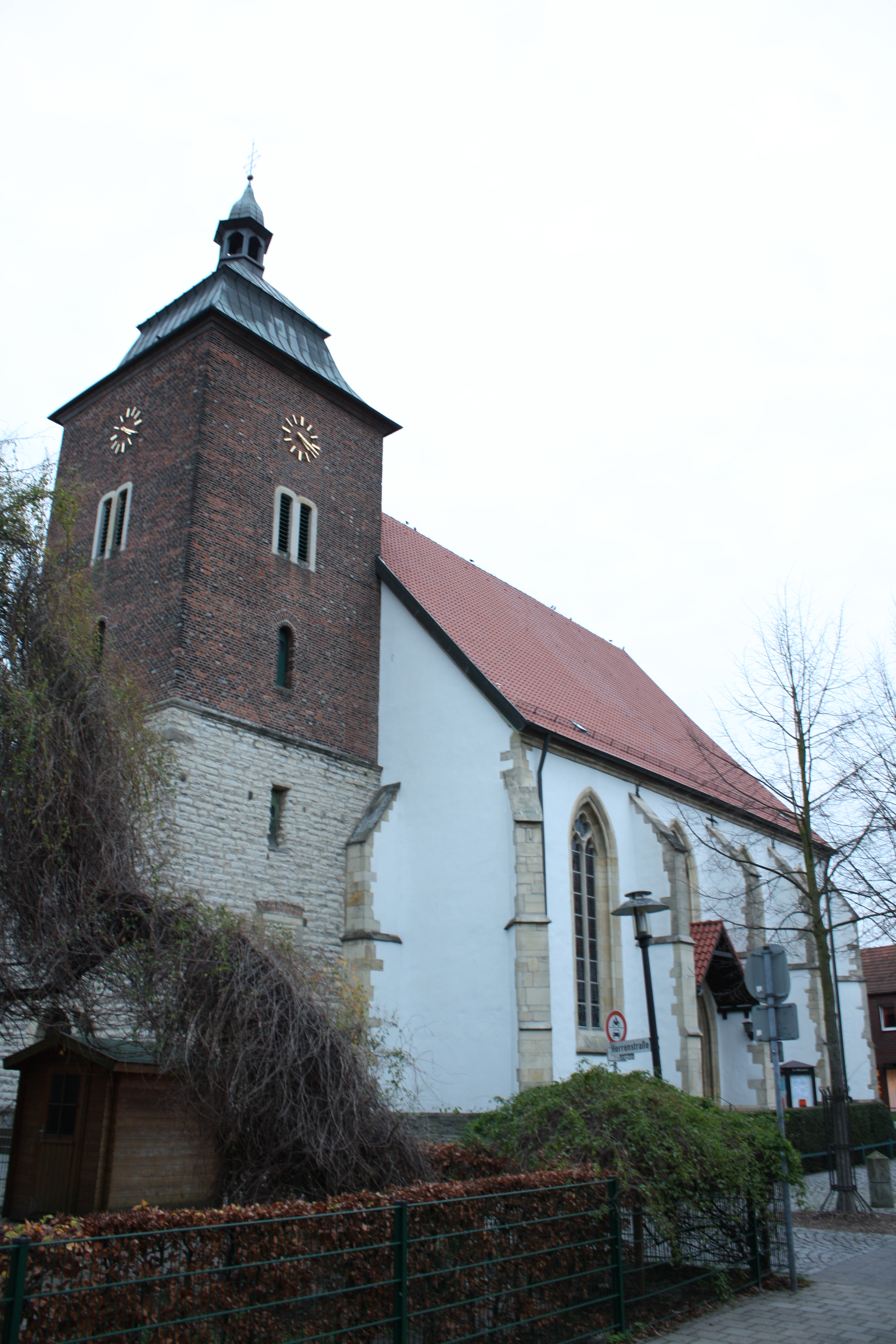
St. Nikolaus, Wolbeck

### Museen
Das Westpreußische Landesmuseum befand sich von 1975 bis 2012 im Drostenhof in Wolbeck, einem der gut erhaltenen Herrenhäuser des Münsterlandes. Neben der ständigen Ausstellung zu Geschichte, Kunst und Kultur Westpreußens präsentierte das Museum jedes Jahr mehrere Sonderausstellungen. Dem Besucher standen auf Wunsch auch die Präsenzbibliothek, das Westpreußen-Archiv sowie das Fotoarchiv zur Verfügung.
Am 31. August 2012 wurde das Museum im Drostenhof geschlossen, da ein zeitgemäßer Museumsbetrieb hier nicht mehr möglich war. Es wurde Ende 2014 im ehemaligen Franziskanerkloster in Warendorf wieder eröffnet.

### Musik
Wolbeck verfügt über eine Musikschule, die von einem eingetragenen Verein betrieben wird.

### Bauwerke
- Der Drostenhof in Wolbeck ist ein Baudenkmal aus der fürstbischöflichen Zeit. Er wurde im Jahre 1535 von dem bischöflichen Amtmann Dirk von Merveldt gebaut, der wesentlich an der Vertreibung der Täufer aus Münster teilgenommen hatte. Der Drostenhof ist Eigentum der Familie Graf von Merveldt, die über Generationen das Amt des Drosten zu Wolbeck führte und schon seit 1389 eine sehr enge Verbindung mit Wolbeck hatte. Der Drostenhof prägt noch heute das Ortsbild. Ein Teil des Drostenhofes war bis August 2012 als Westpreußisches Landesmuseum der Öffentlichkeit zugänglich.
- Die Pfarrkirche St. Nikolaus ist eine frühgotische Hallenkirche, die im 13. Jahrhundert errichtet wurde. Der Turm ist im unteren Teil romanisch; er wurde im 17. Jahrhundert im Barockstil aufgestockt und erhielt eine geschwungene Haube.

## Sport
Der Sportverein TV Wolbeck bietet Volleyball, Judo, Leichtathletik, Basketball, Trampolinturnen und Fitnesstrainings an. Außerdem gibt es mit dem TC 66 Wolbeck einen Tennisverein sowie den Fußballverein VfL Wolbeck.

## Veranstaltungen und Freizeitangebote
Einmal im Jahr findet in Wolbeck der Ziegenbocksmontag (ZiBoMo) statt. Es handelt sich um eine Karnevalsveranstaltung jeweils am Montag vor Rosenmontag, die auch Gäste aus dem Umland anzieht. Dabei führt der jeweils amtierende Ziegenbock des Karnevalsvereins den Zug des Straßenkarnevals durch Wolbecks Ortskern an. Auf Wolbecks Marktplatz wurde 1959 zu Ehren des regionalen Festes ein bronzener Ziegenbock aufgestellt. Die Farben der Karnevalsgesellschaft sind blau und gelb, identisch mit denen des Wappens des Geschlechts von Merveldt.
Für Kinder und Jugendliche gibt es in Wolbeck regelmäßige Freizeitangebote durch die Kirchengemeinden und durch einen Pfadfinderstamm der DPSG (Deutsche Pfadfinderschaft Sankt Georg). Das Jugendzentrum Bahnhof Wolbeck an der Bahnstrecke Münster–Warstein bietet im ehemals durch die Westfälische Landes-Eisenbahn genutzten Bahnhof weitere Freizeitbeschäftigungen an.
Das am südöstlichen Ortsrand liegende Naturschutzgebiet Wolbecker Tiergarten ist 288 Hektar groß, mit dem Status eines FFH-Gebietes versehen und ein gern genutztes Naherholungsgebiet. Dank der Förderung aus LIFE-Mitteln geleiten inzwischen zahlreiche Hinweistafeln und Informationsmaterialien den Besucher durch dieses Waldgebiet.

## Wirtschaft und Infrastruktur
Das Wirtschaftsleben in Wolbeck ist überwiegend geprägt durch Handel, Landwirtschaft und Handwerk. Das Gartenbauzentrum Münster-Wolbeck der Landwirtschaftskammer Nordrhein-Westfalen bietet Fortbildungen für Gärtner und Garten- und Landschaftsbauer an und beheimatet die gartenbauliche Beratung, ein überbetriebliches Ausbildungszentrum mit mehr als 2.000 Kursteilnehmern pro Jahr sowie eine Versuchsanstalt und ein Hotel.
Wolbeck ist der Erscheinungsort der Zweimonatszeitung Der Westpreuße – Unser Danzig.

### Verkehr
Wolbeck liegt an der Bahnstrecke Münster–Warstein der Westfälischen Landes-Eisenbahn (WLE). Der Personenverkehr wurde 1975 eingestellt, seitdem fahren hier nur noch wenige Güterzüge. Zukunftsplanungen gehen von einer möglichen Teilreaktivierung des Personenverkehrs (Münster–Sendenhorst) in Form eines stadtbahnähnlichen Betriebs bis 2027 aus. Die Planung hierzu ist inzwischen europaweit ausgeschrieben.
Im Busverkehr wird Wolbeck von folgenden Regional- und Nachtlinien bedient:
| Linie | Verlauf | Takt                                              | Betreiber                   |
| ----- | --- | ------------------------------------------------- | --------------------------- |
| S20   | Münster (Westf) Hbf – Everswinkel – Freckenhorst – Warendorf                                                                                               | 60 min                                            | Regionalverkehr Münsterland |
| R22   | Münster (Westf) Hbf – Wolbeck – Alverskirchen – Everswinkel (R23 – Warendorf)                                                                              | 20/40 min (Mo–Fr), 30/60 min (Sa), 120 min (So)   | Regionalverkehr Münsterland |
| R32   | Münster (Westf) Hbf – Wolbeck – Albersloh – Sendenhorst | 60 min (Mo–Sa), 120 min (So)                      | Regionalverkehr Münsterland |
| N3    | Münster (Westf) Hbf – Münster MCC/Halle Münsterland – Wolbeck – Alverskirchen – Everswinkel – Freckenhorst – Westkirchen – Ennigerloh – Neubeckum – Beckum | Einzelne Fahrten (Fr auf Sa), 120 min (Sa auf So) | Regionalverkehr Münsterland |

### Öffentliche Einrichtungen
Neben der katholischen Kirche St. Nikolaus mit historischen Kunstschätzen gibt es in Wolbeck die evangelische Christuskirche von 1965. Dem Bau des Architekten Heinrich Otto Vogel liegt die Vision der Himmlischen Stadt Jerusalem aus der Offenbarung des Johannes zugrunde.
Daneben sind in Wolbeck die Freiwillige Feuerwehr und weitere Vereine wie der Heimatverein Wolbeck oder das Bürgerforum Wolbeck aktiv.

### Bildung
Wolbeck verfügt über die Grundschule Nikolaischule sowie über eine Hauptschule, eine Realschule und das Gymnasium Wolbeck im 1969 errichteten Schulzentrum an der Von-Holte-Straße. Das Gebäude besaß im Originalzustand eine Fassade aus unbehandelten Stahlplatten, was dazu führte, dass die Schule den Spitznamen Rostlaube bekam.

## Persönlichkeiten
- Illa Andreae (1902–1992), Schriftstellerin
- Aquinata Böckmann (* 1937), Missionsbenediktinerin von Tutzing und römisch-katholische Theologin
- Godfried Bueren (1771–1845), Patrimonialrichter, Reeder, Dichter
- Everwin von Droste zu Möllenbeck (1592–1661), Gutsbesitzer und Mitglied der Fruchtbringenden Gesellschaft
- Phil Hanro (* 1982), Musikproduzent, wohnt in Wolbeck
- Manfred Jacobs (1928–1994), evangelischer Theologe und ordentlicher Professor für Kirchen- und Dogmengeschichte an der Universität Münster, lebte in Wolbeck
- Norbert Johannimloh (1930–2022), Schriftsteller sowie Gymnasial- und Hochschullehrer, wohnte in Wolbeck
- Gisa Pauly (* 1947), Schriftstellerin, wohnt in Wolbeck
- Anne Roerkohl (* 1955), Historikerin und Dokumentarfilmproduzentin